# Keseh
Keseh (persiska: كسه) är en ort i Iran.   Den ligger i provinsen Hormozgan, i den södra delen av landet, 1 000 km söder om huvudstaden Teheran. Keseh ligger 33 meter över havet och antalet invånare är 660.
Terrängen runt Keseh är platt norrut, men söderut är den kuperad.Runt Keseh är det ganska glesbefolkat, med 50 invånare per kvadratkilometer. Keseh är det största samhället i trakten. Trakten runt Keseh är ofruktbar med lite eller ingen växtlighet.